# Het derde oog
Het derde oog; Mysterieuze onthullingen van een Tibetaanse monnik (Engels: The Third Eye) is een boek dat voor het eerst in 1956 in het Verenigd Koninkrijk is uitgegeven. Het vertelt het autobiografisch verhaal van Tuesday Lobsang Rampa, de zoon van een Tibetaans aristocraat uit Lhasa. Het is een klassieke voorbeeld van een hoax over Tibet, waar in de jaren vijftig en zestig van de 20e eeuw miljoenen mensen echt in geloofd hebben.

## Inhoud
Op zevenjarige leeftijd gaat Rampa studeren aan het Chakpori College, het onderwijsinstituut voor Tibetaanse geneeskunde in Lhasa. Rampa was een uitmuntende student en werd door zijn leermeesters uitverkoren om esoterische wijsheden te ontvangen. Deze leermeesters hadden reeds voorzien dat Tibet over enkele decennia weer onder Chinees bewind zou staan. Met de overdracht van de wijsheid aan Rampa zou die bewaard kunnen blijven.
Op de leeftijd van acht jaar ondergaat hij een vorm van trepanatie, waarbij er een derde oog tussen zijn beide andere wordt geboord. Dit derde oog stelt hem in staat om de energievelden, aura's die mensen omringen, waar te nemen en mensen te zien zoals zij echt zijn en niet zoals ze pretenderen te zijn. Na de operatie wordt hij ontvangen door de dertiende dalai lama, Thubten Gyatso. Die komt tot de conclusie dat Rampa een incarnatie is van de laatste abt van het Sera-klooster en benadrukt vooral de grote taak die hem wacht bij het bewaren van de wijsheid van Tibet.
Op de leeftijd van twaalf jaar legt hij de medische examens af en gaat daarna op reis om geneeskrachtige kruiden te verzamelen. Gedurende die reis verblijft hij in een klooster waar de monniken vliegers bouwen die volwassenen kunnen vervoeren.
Na terugkeer in Lhasa heeft hij opnieuw meerdere ontmoetingen met de dalai lama. Op zijn verzoek is Rampa aanwezig bij ontmoetingen tussen Thubten Gyatso en een Chinese delegatie en een ontmoeting met Charles Alfred Bell. Dit met de bedoeling hun aura's te lezen en de dalai lama daar verslag van te doen. Hij maakt hierna nog enkele reizen. Hij komt daarbij in een soort Hof van Eden en ontmoet daarna de Verschrikkelijke sneeuwman. Op zestienjarige leeftijd keert hij terug naar Lhasa en legt opnieuw enkele examens af. De dalai lama beveelt hem een initiatierite te ondergaan, genaamd de Ceremonie van de Kleine Dood. Hij reist daarbij terug in de tijd naar het allervroegste verleden, toen de aarde botste met een andere planeet en als gevolg daarvan de bergketens rondom Tibet ontstonden. Enige tijd later draagt de dalai lama hem op naar de Republiek China te vertrekken. Het jaar is dan 1927 en hiermee eindigt het verhaal van The Third Eye.
In 1958 wordt een vervolg gepubliceerd onder de titel Doctor from Lhasa. In dit boek en een derde deel, The Rampa Story, worden de avonturen uit The Third Eye nog eens samengevat en worden er enkele aan toegevoegd. Tijdens deze avonturen verblijft hij in Kwomintang-China, keert nog een keer op telepathisch verzoek naar Lhasa terug, en is daarna onder meer in Japanse krijgsgevangenschap. Na zijn ontsnapping komt hij via Vladivostok en Moskou in Polen terecht. Hij heeft dan tussentijds al een reis gemaakt naar een andere planeet, waar hij instructies ontving van buitenaardse wezens.
Tijdens een tweede buitenaardse reis naar "The land of Golden Light" ziet hij de dertiende dalai lama weer, die hem opdraagt naar de aarde terug te keren en zijn werk voort te zetten. Het probleem is dat de lichamelijke gezondheid van Rampa op dat moment niet goed is. Dat probleem wordt echter opgelost, want de dalai lama deelt hem mee dat er een lichaam in Engeland beschikbaar is, waarvan de eigenaar graag afstand wil doen en Rampa daar bezit van kan nemen. Een astrale reis brengt Rampa na eerst weer wat andere avonturen dan naar Engeland waar hij uiteindelijk bezit neemt van het lichaam van de Engelsman.
In het laatste deel (het is dan 1960) hebben Tibetaanse lama's die zo vooruitziend waren de Chinese invasie aan te zien komen een immens netwerk van grotten en tunnels aangelegd, waarheen ze de meest heilige en kostbare werken van het Tibetaans boeddhisme vervoeren alsmede de belangrijkste van de incarnaties uit het verleden. Rampa, die op dat moment al in Canada woont, is in voortdurend telepathisch contact met deze lama's. Het boek sluit af met een voorspelling van een Chinese nucleaire aanval vanuit Lhasa op het Westen.

## Het uitgeven van het boek
Secker & Warburg gaf de eerste druk van The Third Eye in 1956 uit. Voorafgaand daaraan had de uitgever het manuscript ter lezing aangeboden aan een aantal tibetologen, onder wie David Snellgrove, Marco Pallis en Heinrich Harrer. Die hadden een uiteraard vernietigend commentaar. Secker & Warburg besluit dan het boek uit te geven met een voorwoord, waarin gesteld werd dat alleen de auteur voor de inhoud van het boek verantwoordelijk kan worden gesteld, maar dat de uitgever ervan overtuigd is dat Rampa een authentieke Tibetaanse lama is, geboren en opgevoed in Lhasa en over buitengewone gaven, kennis en vaardigheden beschikt.
Het boek is een onmiddellijke bestseller. In Engeland worden in de eerste 18 maanden al haast 400.000 exemplaren verkocht. In de Verenigde Staten beleeft het boek 9 drukken in hardcover in 2 jaar. Het wordt vertaald in het Duits en Frans, Nederlands (Het derde oog; Mysterieuze onthullingen van een Tibetaanse monnik) en nog negen andere talen.
Het boek wordt ook in de pers goed ontvangen. Serieuze bladen als The Times Literary Supplement, Kirkus en Library Journal schrijven positieve kritieken.

## Ontmaskering
In 1958 huurt Marco Pallis namens een groep Europese tibetologen een privé-detective om de echte identiteit van de auteur te achterhalen. Na een maand komt deze met een rapport waar volstrekt overtuigend wordt aangetoond dat het gaat om de op dat moment al enige tijd werkloos zijnde Cyril Henry Hoskin. Hoskin is de zoon van een loodgieter, is op dat moment nog nooit buiten Engeland geweest en beheerst geen andere taal dan Engels.
Geconfronteerd met deze feiten antwoordt Hoskin dat hij blijft bij de absolute waarheid van de inhoud van het boek en dat zijn lichaam inderdaad in bezit is genomen door een Tibetaanse lama. Dit zou hij zijn hele leven ook blijven volhouden.
Hoskin zou tot aan zijn dood in 1981 nog 16 andere boeken schrijven, waaronder Living with the Lama, waarvan de inhoud aan Rampa zou zijn gedicteerd door zijn Siamese kat Mrs. Fifi Greywhiskers.

## Geloofwaardigheid
Een van de interessantste aspecten aan deze hele geschiedenis is waarom zoveel mensen in eerste instantie toch de inhoud van het boek serieus namen.
Onder meer de tibetoloog prof. Donald Sewell Lopez jr. heeft hierover gepubliceerd. In de jaren 50 van de 20e eeuw was nog relatief weinig over Tibet bekend bij het grote publiek.
In zijn boek Prisoners of Shangri-la meldt Donald S. Lopez dat hij The Third Eye vanaf 1998 regelmatig laat lezen aan zijn eerstejaarsstudenten zonder hen iets te vertellen over de geschiedenis van het boek. De studenten hebben dan al acht weken college ontvangen over de Tibetaanse geschiedenis en cultuur. Ze moeten zich dan al bijvoorbeeld het boek Tibetan Civilisation van Aurel Stein eigen hebben gemaakt. Het blijkt dat verreweg de meeste studenten de inhoud van het boek voor waar aannemen en geschokt zijn als ze de waarheid vernemen.